# جبال قطن
جبل قِطْن (بكسر القاف وسكون الطاء)، هو مجموعة من الجبال تقع بين منطقة القصيم والمدينة المنورة في السعودية، والتي تشكل بمجموعها حلقة دائرية تحتضن بداخلها شعبان مليئة بأشجار الطلح. ويتبع أدارياً لمحافظة عقلة الصقور ويبعد عن عنها عشرة كيلومترات.

## عن الجبل
ويمتد تاريخ قطن إلى العصور الأولى من الإسلام، ويتضح ذلك من خلال أقوال بعض المؤرخين أن قطن كانت تتنازعها عبس وأسد في العصور الأولى من الإسلام، وجاء ذكرها في معجم بلاد القصيم للعبودي، حيث قال "قطن جبل أحمر شديد الحمرة، لأنه يبدو للناظر أحمر، ويقع قطن غرب القصيم على بعد 170 كيلا من مدينة بريدة، يراه المسافر من القصيم إلى المدينة المنورة على يمينه قبل أن يصل إلى عقلة الصقور، وكان مشهوراً في القديم، حتى قال الحافظ: "إنه جبل معروف", وقال ابن اسحاق: "قطن ماء من مياه بني أسد بنجد".

## السكان
سكان قطن هم القصيرين، والبشارية من مزينة من قبيلة حرب.

## ذكر الجبل لدى الجغرافيين
- ابواسحاق الحربي: وهو يتحدث عن طريق حاج البصرة إلى المدينة المنورة : ثم يسيرون إلى الفوّارة فيصبحون بها ، وبها عيون ونخل كثير، كانت لعيسى بن جعفر. ثم يخرجون فإذا جاوزوها بستة أميال عرض لهم قطن عن أيمانهم . فإذا جاوزوه اتسعت لهم الأرض وتنحت الجبال ن ففي ذلك الموضع مضلّة ، فمن يضل قصدإلى بطن الرمة فنزلوه، وفيه غديرالدّهرلايكاد يعدمه ماء وليس به أنيس.[3]
- ذكره الهمداني في كتابه صفة جزيرة العرب وهو يتحدث عن مساكن العرب ناحية البحرين واليمامة إلى نجد، حيث قرنه مع جبال أخرى فقال : ضارج والعُذيب وقطن وثيتل والستار ويذبل ومأسل جبال .[4]
- ابن عبدربه : بعض الأيام التي وقعت في قطن أو قريب منه ، منها : يوم ذي حسي ، لذبيان على عبس ، وذلك لأخذ الثأر عما لحقهم يوم المريقب . حيث نزلوا بذي حسي وهو وادي الصفا من أرض الشربة وبينها وبين قطن ثلاث ليال .[5]
- ابن عبدربه: فلما توافوا للصلح ـ أي عبس وذبيان ـ وقفت بنو عبس بقطن ، وأقبل حصين بن ضمضم فلقي تيحان أحد بني مخزوم بن مالك فقتله بأبيه ضمضم ، وكان عنترة بن شداد قد قتله بذي المريقب ، فأشار بنو عبس وحلفاؤهم بنوعبد الله بن غطفان وقالوا : لانصالحكم مابل البحر صوفه وقد غدرتم بنا غير مرة ، وتناهض القوم عبس وذبيان فالتقوا بقطن ،فقتل يومئذ عمرو بن الأسلع عيينة ، ثم سفرت السفراء بينهم ، وأتى خارجة بن سنان أبا تيحان بابنه فقدمه إليه ، فقال : في هذا وفاء من ابنك ، فأخذه فكان عنده أياما ، ثم حمل خارجة لأبي تيحان مائة بعير فقادها إليه ، واصطلحوا وتعاقدوا . [6]
- قال عنه البكري في رسم [قَطَن] بفتح أوله وثانيه: جبل ..وقال أبوحنيفة، قطن جبل بنجد في بلاد بني أسد، عن يمينك إذا فارقت الحجازوأنت صادر من النقرة . وقال أبو اسحاق: قطن : ماء من مياه بني أسدبنجد، بعث إليه رسول الله أباسلمة بن عبدالأسد في سرية فقُتل فيه مسعود بن عروة .[7]

## أسطورة شعبية
من الأساطير الشعبية لسكان المنطقة أن جبل طمية هو جبل انثى والواقع في الحجاز غرب السعودية في منطقة أم الدوم (حرة كشب) ولونه أسود محمر قد عشق الجبل الجميل قطن ذا اللون الأبيض المصفر, ومن شدة عشقها له طارت من مكانها حيث يسمى موقع قلعها بـ (مقلع طمية) متجهة إلى عقلة الصقور وفي طريقها كانت حجارتها تتساقط إلى أن وصلت لمنطقة قطن , لكن في طريقها إليه رآها جبل آخر يدعى جبل عكاش الذي شعر بالغيرة من قطن فأطلق عليها رمحًا حيث أسقطها على الأرض قبل أن تصل إلى قطن , فتزوجتها و أنجبت جبلًا صغيرًا لونه أسود يدعى ديم ولا زال يعرف بهذا الإسم حتى الآن . لاحقًا ركب جبل قطن الهضبة الحمراء التي تسمى البكرة و انطلق بها إلى طمية بعدما تركت عكاش وانفصلت عنه .
ويقول ابن لعبون إن نفس النباتات التي تنبت في حرة كشب هي الموجودة في جبل طمية وهي نباتات لا تنبت في منطقة نجد وهذا هو السبب الذي جعل البعض يصدق هذه الأسطورة. 